# Sertab Erener

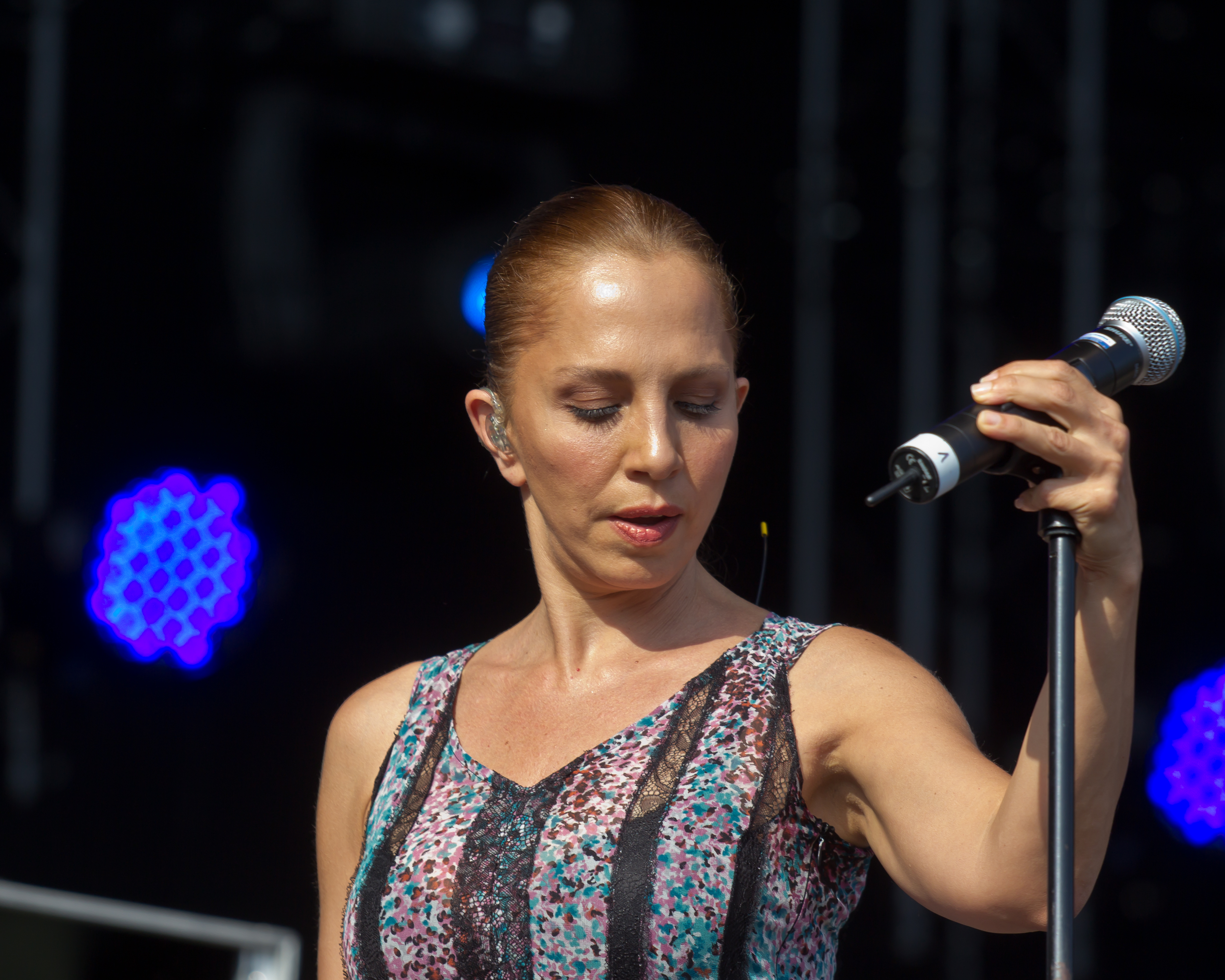
Sertab Erener (Juni 2014)

Sertab Erener (* 4. Dezember 1964 in Istanbul) ist eine türkische Sängerin und eine der erfolgreichsten Künstlerinnen der türkischen Popmusik.

## Biografie

### Kindheit
Sertab war in ihrer Kindheit ein schmächtiges Mädchen. Sie erkrankte mit elf Jahren an Dickdarmkatarrh und musste mehrmals stationär behandelt werden. Um sie von ihrer Krankheit abzulenken, versuchte ihre Mutter, Sertab für das Klavierspielen zu begeistern. Sie erhielt Unterricht und entwickelte daraus die Leidenschaft für die Musik.

### Jugend
Sertab begann ihre Gesangsausbildung auf dem Gymnasium im Chor der Işık Lisesi und führte sie am Staatskonservatorium von İstanbul (İstanbul Belediye Konservatuvarı) fort. Mit ihrer kräftigen Stimme ließ sie sich in sechs Jahren zur Sopranistin ausbilden.

### Karriere
Nach ihrer Ausbildung trat Sertab in den angesehensten Clubs von İstanbul auf und überzeugte nach und nach das Publikum.
In den Jahren 1989 und 1990 nahm sie jeweils an den türkischen Vorentscheidungen zum Eurovision Song Contest mit den Songs Hasret und Sen Benimlesin teil.
Ende der 1980er wurde Sezen Aksu auf sie aufmerksam und begleitet seither ihre Karriere. Durch gemeinsame Auftritte gelangte Sertab zu mehr Bekanntheit und veröffentlichte 1992 ihr erstes Album Sakin Ol. Die Kompositionen und Texte für den größten Teil der Lieder auf dem Album stammten aus der Feder Aksus. Gemeinsam verkauften sie 950.000 Kopien von Sakin Ol.
Fahir Atakoğlu komponierte für Sertabs nächstes Album Lâ'l (1994). Lâ'l wurde wie das folgende Album Sertab Gibi (1996) insgesamt etwa 1,5 Millionen Mal verkauft.
Die zwischenzeitlich nur noch im Lager der Popmusik vertretene Sertab schob einen Auftritt mit José Carreras ein, der ihre klassischen Gesangskünste bestätigte. Nach ihrem bisher erfolgreichsten vierten Album Sertab (1999) trat sie zusammen mit Ricky Martin auf und veröffentlichte die Single Aşk zusammen mit der griechischen Sängerin Mando.

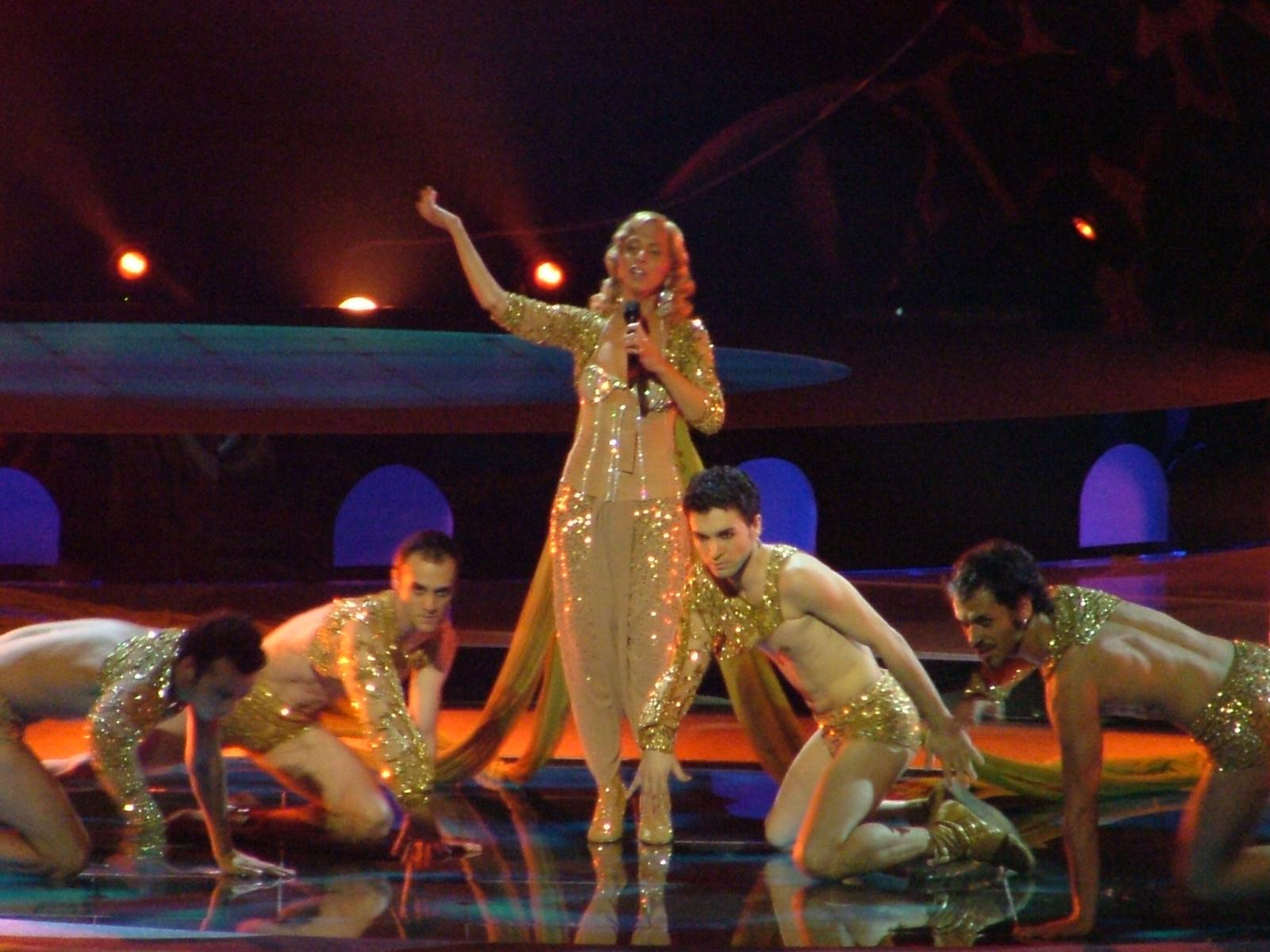
Erener bei der Eröffnungsveranstaltung des Eurovision Song Contest 2004

Am 24. Mai 2003 siegte Sertab mit 167 Punkten beim 48. Eurovision Song Contest in Riga für die Türkei und erreichte dadurch europaweite Bekanntheit. Ihr Siegerlied Everyway That I Can (türkische Version: Sen üzülme diye) wurde zum europaweiten Hit. In Griechenland, in Schweden, in der Türkei und in den osteuropäischen Ländern belegte das Lied wochenlang die Nummer 1, in Belgien, den Niederlanden, Österreich und Spanien wurde das Lied zum Top-10-Hit und in Deutschland und der Schweiz kam es unter die ersten 20 Plätze der Verkaufscharts. Das Lied schaffte es, bis auf Platz 17 der Airplay World Official Top 100 zu klettern und wurde zu einem der kommerziell erfolgreichsten Siegersongs des Eurovision Song Contests im 21. Jahrhundert. Ermutigt durch den internationalen Erfolg veröffentlichte Sertab 2004 das englischsprachige Album No Boundaries, das allerdings floppte.
2005 steuerte sie zum Soundtrack für den Dokumentarfilm Crossing The Bridge – The Sound of Istanbul von Fatih Akın eine Coverversion von Madonnas Music bei.
Am 6. Dezember 2008 veröffentlichte Sertab zu ihrem 15-jährigen Bühnenjubiläum ihre erste Konzert-DVD namens Otobiyografi Istanbul Konseri.
Am 9. Juni 2009 erschien ihr zweites englischsprachiges Album Painted on Water in Zusammenarbeit mit Demir Demirkan.
In den Jahren 2001 und 2012 gewann sie jeweils einen Altın Kelebek Award.
Im Jahr 2015 gründete sie mit Emre Kula, Eser Ünsalan, Ozan Yılmaz und Alpar Lü die Rockband Oceans of Noise, welche Songs in englischer Sprache veröffentlicht.

### Privat
Sertab Erener ernährt sich vegan, sie unterstützt auch diese Lebenseinstellung.
Von 1990 bis 1996 war sie mit Levent Yüksel verheiratet. Zwischen 1996 und 2014 war sie mit Demir Demirkan in einer Beziehung.

## Diskografie

### Studioalben
| Jahr | Titel                | Anmerkungen                                                   |
| ---- | -------------------- | ------------------------------------------------------------- |
| 1992 | Sakin Ol!            | Erstveröffentlichung: 28. Juli 1992; Verkäufe: 750.000        |
| 1994 | Lâ’l                 | Erstveröffentlichung: 14. Oktober 1994; Verkäufe: 650.000     |
| 1997 | Sertab Gibi          | Erstveröffentlichung: 28. Februar 1997; Verkäufe: 150.000     |
| 1999 | Sertab Erener        | Erstveröffentlichung: 24. März 1999; Verkäufe: 430.000        |
| 2001 | Turuncu              | Erstveröffentlichung: 25. Mai 2001; Verkäufe: 260.000         |
| 2003 | No Boundaries        | Erstveröffentlichung: 19. Januar 2003 (internationales Album) |
| 2005 | Aşk Ölmez            | Erstveröffentlichung: 25. April 2005; Verkäufe: 160.000       |
| 2010 | Rengârenk            | Erstveröffentlichung: 7. Juni 2010; Verkäufe: 140.000         |
| 2012 | Ey Şûh-i Sertab      | Erstveröffentlichung: 12. April 2012; Verkäufe: 80.000        |
| 2013 | Sade                 | Erstveröffentlichung: 12. April 2013; Verkäufe: 50.000        |
| 2016 | Kırık Kalpler Albümü | Erstveröffentlichung: 3. Juni 2016                            |
| 2020 | Ben Yaşarım          | Erstveröffentlichung: 12. Juni 2020                           |
| 2023 | Her Dem Yeşil        | Erstveröffentlichung: 21. Juli 2023                           |

### Weitere Alben
| Jahr | Titel                                | Anmerkungen                                                            |
| ---- | ------------------------------------ | ---------------------------------------------------------------------- |
| 2000 | Bu Yaz                               | Erstveröffentlichung: 2000; EP                                         |
| 2000 | Sertab                               | Erstveröffentlichung: 2000; Kompilation                                |
| 2007 | The Best of En İyiler                | Erstveröffentlichung: 15. März 2007; Kompilation                       |
| 2007 | Sertab Goes To The Club              | Erstveröffentlichung: 14. Mai 2007; Remixalbum                         |
| 2008 | Otobiyografi: 15. Sanat Yılı Konseri | Erstveröffentlichung: 6. Dezember 2008; Videoalbum                     |
| 2009 | Painted On Water                     | Erstveröffentlichung: 8. Oktober 2009 Kollaboration mit Demir Demirkan |
| 2010 | Love                                 | Erstveröffentlichung: 4. März 2010 Kollaboration mit Demir Demirkan    |
| 2012 | Senin Mutluluğun Benim Doğum Günüm   | Erstveröffentlichung: 2012; EP                                         |
| 2021 | Ah Şişede Lâl (Canlı ’94)            | Erstveröffentlichung: 15. Januar 2021; Livealbum                       |
| 2021 | Hikayeleri ile Ben Yaşarım           | Erstveröffentlichung: 26. August 2021; Wiederveröffentlichung          |
| 2021 | İyiliğe Ninniler                     | Erstveröffentlichung: 16. November 2021; EP für Kinder                 |
| 2022 | Garajda Live – Ben Yaşarım           | Erstveröffentlichung: 25. März 2022; Livealbum                         |
| 2023 | Lullabies Spreading Goodness         | Erstveröffentlichung: 14. Juli 2023; EP                                |
| 2024 | Her Dem Akustik                      | Erstveröffentlichung: 19. April 2024; Livealbum                        |

### Chartplatzierungen
Singles

| Jahr | Titel Album                       | Höchstplatzierung, Gesamtwochen, AuszeichnungChartplatzierungen (Jahr, Titel, Album, Platzierungen, Wochen, Auszeichnungen, Anmerkungen) | Höchstplatzierung, Gesamtwochen, AuszeichnungChartplatzierungen (Jahr, Titel, Album, Platzierungen, Wochen, Auszeichnungen, Anmerkungen) | Höchstplatzierung, Gesamtwochen, AuszeichnungChartplatzierungen (Jahr, Titel, Album, Platzierungen, Wochen, Auszeichnungen, Anmerkungen) | Höchstplatzierung, Gesamtwochen, AuszeichnungChartplatzierungen (Jahr, Titel, Album, Platzierungen, Wochen, Auszeichnungen, Anmerkungen) | Höchstplatzierung, Gesamtwochen, AuszeichnungChartplatzierungen (Jahr, Titel, Album, Platzierungen, Wochen, Auszeichnungen, Anmerkungen) | Anmerkungen                           |
| Jahr | Titel Album                       | DE | AT | CH | UK | SE | Anmerkungen                           |
| ---- | --------------------------------- | --- | --- | --- | --- | --- | ------------------------------------- |
| 2003 | Everyway That I Can No Boundaries | DE12 (13 Wo.)DE | AT10 (13 Wo.)AT | CH17 (13 Wo.)CH | UK72 (3 Wo.)UK | SE1 Gold · (20 Wo.)SE | Erstveröffentlichung: 23. April 2003  |
| 2003 | Here I Am No Boundaries           | — | — | CH64 (3 Wo.)CH | — | SE58 (1 Wo.)SE | Erstveröffentlichung: 6. Oktober 2003 |

Weitere Singles
- 1987: Akdeniz
- 1989: Hasret
- 1990: Sen Benimlesin
- 1992: Sakin Ol
- 1992: Aldırma Deli Gönlüm
- 1992: Ateşle Barut
- 1992: Vurulduk
- 1992: Oyun Bitti
- 1992: Unutamadım
- 1992: Yalnızlık Senfonisi
- 1992: Elele
- 1993: O, Ye
- 1993: Suçluyum
- 1994: Sevdam Ağlıyor
- 1995: Rüya
- 1997: Aslolan Aşktır
- 1997: İncelikler Yüzünden
- 1997: Aaa
- 1997: Seyrüsefer
- 1998: Yara
- 1999: Yanarım
- 1999: Zor Kadın
- 1999: Vur Yüreğim
- 1999: Yolun Başında
- 2000: Private Emotion (mit Ricky Martin)
- 2000: Aşk (mit Mando)
- 2001: Kumsalda
- 2001: Söz Bitti
- 2001: Güle Güle Şekerim
- 2001: Kendime Yeni Bir Ben Lazım
- 2003: One More Cup of Coffee
- 2004: Leave
- 2004: I Believe (That I See Love in You)
- 2005: Aşk Ölmez, Biz Ölürüz
- 2005: Satılık Kalpler Şehri
- 2005: Kim Haklıysa
- 2006: Çocuklar Gibi
- 2007: I Remember Now
- 2007: Sen Ağlama (mit Sabri Tuluğ Tırpan)
- 2008: İstanbul (mit Fahir Atakoğlu)
- 2008: Hayat Beklemez
- 2008: Bu Gece Son
- 2009: Bu Böyle
- 2009: Açık Adres
- 2010: Koparılan Çiçekler
- 2010: Rengârenk (Original: Slumdog Millionär – Ringa Ringa)
- 2010: Bir Damla Gözlerimde (Original: Calogero – Si seulement je pouvais lui manquer)
- 2011: Bir Çaresi Bulunur
- 2011: İstanbul
- 2012: Dım Dım (mit Ozan Çolakoğlu)
- 2013: Ne Kavgam Bitti Ne Sevdam
- 2013: İyileşiyorum
- 2013: Öyle de Güzel
- 2014: Söz (Original: Dhanush – Why This Kolaveri Di)
- 2014: Ben Öyle Birini Sevdim Ki
- 2015: Tesadüf Aşk
- 2016: Kime Diyorum
- 2016: Olsun
- 2017: Her Şeye Rağmen (mit Yaşar Gaga)
- 2018: Bastırın Kızlar
- 2018: Belki De Dönerim
- 2020: Bu Dünya
- 2020: Kafanı Yorma
- 2021: Sakin Ol (Her Dem Yeşil)
- 2021: Ateşle Barut (Her Dem Yeşil)
- 2021: Who's Gonna End
- 2022: Güle Güle Şekerim (Her Dem Yeşil) (mit Selin & Âlara Canay)
- 2022: Vur Yüreğim (mit Şanışer)
- 2022: Peşimde Kara Geceler - Live (mit Şanışer)
- 2023: Boş Sokak
- 2024: Bi Polar
- 2024: Sen İste
- 2025: Savaşçı (mit Ozbi)
- 2025: Yokluğun Dokunmadı Bana
- 2025: Son Damla (mit Selin)

### Gastauftritte
- 1993: Tenna (von Sezen Aksu – Hintergrundstimme)
- 1993: Uçurtma Bayramları (von Levent Yüksel – Hintergrundstimme)
- 1994: Seviş Benimle (von Tarkan – Hintergrundstimme)
- 1994: Kırık Kalpler (von Nükhet Duru – Hintergrundstimme)
- 1995: Işık Doğudan Yükselir (von Sezen Aksu – Hintergrundstimme)
- 1996: Ses Ve Nefes (von Fahir Atakoğlu – Hintergrundstimme)
- 1996: Uzaklara (von Fahir Atakoğlu – Hintergrundstimme)
- 1997: Anatolia (von Pentagram – Hintergrundstimme)
- 1998: Bırakın Beni (von Emre Altuğ – Hintergrundstimme)
- 2001: Memleketim (von Fazıl Say – Hintergrundstimme)
- 2001: Hiroşima (von Fazıl Say – Hintergrundstimme)

### Mit Oceans of Noise
EPs
- 2018: Oceans of Noise
- 2018: Not Safe

Singles
- 2017: Ayla – The Daughter of War
- 2017: Finding White In Black

## Auszeichnungen für Musikverkäufe
| Goldene Schallplatte - Griechenland - 2003: für die Single Everyway That I Can |

Anmerkung: Auszeichnungen in Ländern aus den Charttabellen bzw. Chartboxen sind in ebendiesen zu finden.
| Land/RegionAuszeichnungen für Musikverkäufe (Land/Region, Auszeichnungen, Verkäufe, Quellen) | Gold     | Platin | Verkäufe | Quellen              |
| -------------------------------------------------------------------------------------------- | -------- | ------ | -------- | -------------------- |
| Griechenland (IFPI)                                                                          | Gold1    | —      | 10.000   | Einzelnachweise      |
| Schweden (IFPI)                                                                              | Gold1    | —      | 15.000   | sverigetopplistan.se |
| Insgesamt                                                                                    | 2× Gold2 | —      |          |                      |

## Künstlerauszeichnungen
- 2000: Kral Türkiye Müzik Award in der Kategorie Beste Pop-Musikerin
- 2001: Altın Kelebek Award in der Kategorie Beste Pop-Sängerin
- 2002: Kral Türkiye Müzik Award in der Kategorie Beste Pop-Musikerin
- 2004: Kral Türkiye Müzik Award in der Kategorie Song des Jahres (für Everyway That I Can)
- 2011: Kral Türkiye Müzik Award in der Kategorie Beste Pop-Musikerin
- 2012: Altın Kelebek Award in der Kategorie Beste Künstlerin für klassische Musik
- 2014: Kral Türkiye Müzik Award in der Kategorie Bestes Musikvideo (für Öyle de Güzel)

## Filmografie
Serien
- 2014: Yalan Dünya
- 2018: Jet Sosyete